# Akumulace sluneční energie
Akumulace sluneční energie je shromažďování sluneční energie pomocí sběračů (většinou v tepelné formě) v zásobnících. Nejjednodušší je akumulace horké pracovní kapaliny obyčejně ve velkých blocích štěrku, dobře izolovaných od okolí. Pracovní látkou je horký vzduch proplachován bloky štěrku, který má velkou tepelnou kapacitu. Z těchto bloků se může následně teplo zpětně odebírat. Větší kapacitu má zásobník s krystalickým síranem sodným. Chemická struktura této sloučeniny se při zahřívání mění, přičemž se spotřebuje velké množství tepla. Při opačném procesu se pak teplo / energie uvolňuje do okolí.